# Yaquerana (distrito)
O Distrito Peruano de Yaquerana é um dos 11 distritos da Província de Requena, localizada no Departamento de Loreto, pertencente a Região Loreto, no Peru.